# حجم کنترل
حجم کنترل(به انگلیسی: Control volume) مفهومیست در دینامیک سیالات و ترمودینامیک که عبارت است از بخشی از فضا که مورد بررسی و مطالعه قرار می‌گیرد.این فضا می‌تواند فرضی یا حقیقی باشد.همچنین مرز این فضا با محیط اطراف به نام سطح کنترل شناخته می‌شود.